# Pánd
Pánd es un pueblo húngaro perteneciente al distrito de Monor, condado de Pest.

## Superficie
Cuenta con una superficie de 22,21 km².

## Demografía
Hasta 2024 la población era de 1905	habitantes, con una densidad de población de 85,77 hab/km².
| Gráfica de evolución demográfica de Pánd entre 2020 y 2024 |
|                                                            |
| Datos según la Oficina Central de Estadística de Hungría.  |